# Sandy Ramlal
Sandy Ramlal (Den Haag, 1 december 1995) is een Nederlands korfbalspeelster.
Ramlal speelde van jongs af aan voor GKV uit Gorinchem en stapte in 2022 over naar KVS uit Scheveningen.
Als dochter van een Surinaamse vader komt ze internationaal uit voor het Surinaamse korfbalteam. In 2022 deed ze mee aan de Wereldspelen in Birmingham in Alabama, Verenigde Staten. Het was de eerste keer dat een Surinaams korfbalteam aan de Wereldspelen meedeed.